# La Grève des forgerons
Pour plus de détails, voir Fiche technique et Distribution.
La Grève des forgerons est un film muet français réalisé par Georges Monca, sorti en 1910.
Le scénario du film est une adaptation de la nouvelle éponyme de François Coppée (1842-1908), publiée en 1869.

## Fiche technique
- Titre : La Grève des forgerons
- Réalisation : Georges Monca
- Scénario : Léon Nunès, d'après la nouvelle éponyme de François Coppée (1869)
- Photographie :
- Montage :
- Société de production : Société cinématographique des auteurs et gens de lettres (S.C.A.G.L)
- Société de distribution : Pathé Frères
- Pays d'origine :  France
- Langue : français
- Métrage : 280 mètres
- Format : Noir et blanc — 35 mm — 1,33:1 — Muet
- Genre :  Film dramatique
- Durée : 9 minutes 20
- Dates de sortie : 
  -  France : 16 septembre 1910

## Distribution
- Henry Krauss : le père Jean
- André Simon : le patron
- Auguste Mévisto : Julot
- Gina Barbieri : la femme de Jean
- Charlotte Barbier-Krauss
- Maurice Luguet
- Gaston Prika
- Lucien Blondeau
- Gaston Sainrat
- Maria Fromet
- Madeleine Fromet
- Jean Garat
- Herman Grégoire
- Anatole Bahier
- Paul Polthy
- Tauffenberger fils
- Géo Flandre
- Octave Hillairet
- Paul Sarborg
- Marcelle Barry
- Victorius
- La Petite Carina
- Stengel
- Madame Cléry
- Caillet
- Eygen
- Planès
- Rumeau
- Lebrun
- Desgrez
- Lévy
- Edmond